# Särkkäsaari
Särkkäsaari är en ö i Finland. Den ligger i sjön Iso Valkjärvi och i kommunen Itis i den ekonomiska regionen  Kouvola ekonomiska region  och landskapet Kymmenedalen, i den södra delen av landet, 110 km nordost om huvudstaden Helsingfors. Öns största längd är 80 meter i sydöst-nordvästlig riktning.